# Algoma, Quận Winnebago, Wisconsin
Algoma là một thị trấn thuộc quận Winnebago, tiểu bang Wisconsin, Hoa Kỳ. Năm 2010, dân số của thị trấn này là 6.535 người.